# 피부 신경
피부 신경(cutaneous nerve)은 피부에 신경 신호를 공급하는 신경이다.

## 인간 해부학
| 피부분절과 주요 피부 신경. |

## 같이 보기
- 분절 신경분포
- 상호 신경지배
- 신경해부학에 대한 해부학 용어
- 다리의 피부 신경분포
- 피부 신경분포